# US Orléans
US Orléans jest to francuski klub piłkarski mający swoją siedzibę w mieście Orlean.

## Historia
Zespół został założony w 1920 roku jako Arago Sport Orléanais, sekcja piłki nożnej była jedną z wielu jakie istniały pod nazwą AS Orléanais. Obecną nazwę drużyna przyjęła w 1976 roku a w 1980 roku drużyna otrzymała status drużyny profesjonalnej.
US Orléans rozgrywa swoje mecze domowe na stadionie, Stade de la Source który może pomieścić ponad 5000 osób. Najwyższą dotychczasowo odnotowaną frekwencją na stadionie była frekwencja z meczu Orlean-AS Monaco w 1989 roku wówczas na trybunach stadionu de la Source zasiadło 11 680 osób.

## Sukcesy
- Finalista Pucharu Francji (1): 1980
- Mistrz National: 2014
- Mistrz CFA: 2010
- Wicemistrzostwo drużyn amatorskich (2): 1947, 1948
- Mistrz Regionu Centralnego (9): 1942, 1944, 1945, 1946, 1947, 1948, 1957, 1995, 2002

## Skład na sezon 2017/2018
Stan na: 4 września 2017 r.
| Nr | Poz. | Piłkarz                                        |
| -- | ---- | ---------------------------------------------- |
| 1  | BR   | Thomas Renault                                 |
| 3  | OB   | Cédric Cambon                                  |
| 4  | OB   | Gabriel Mutombo (wypożyczony z SCO Angers)     |
| 5  | OB   | Adrien Monfray                                 |
| 6  | PO   | Maxime D'Arpino (wypożyczony z Olympique Lyon) |
| 7  | NA   | Gaëtan Perrin (wypożyczony z Olympique Lyon)   |
| 8  | OB   | Matthieu Chemin                                |
| 10 | PO   | Karim Ziani                                    |
| 11 | NA   | Oumar Camara                                   |
| 12 | PO   | Ousmane Cissokho                               |
| 14 | NA   | Yannick Gomis                                  |
| 15 | NA   | Issiaka Bamba                                  |
| 17 | PO   | Pierre Bouby                                   |
| 18 | NA   | Abraham Guie Gneki                             |

| Nr | Poz. | Piłkarz                                       |
| -- | ---- | --------------------------------------------- |
| 19 | NA   | Ferris N'Goma                                 |
| 20 | PO   | Matthieu Ligoule ()                           |
| 21 | PO   | Mohamed Ben Othman                            |
| 22 | OB   | Gauthier Pinaud                               |
| 23 | OB   | Steve Furtado                                 |
| 25 | OB   | Edson Seidou                                  |
| 26 | NA   | Hicham Benkaid                                |
| 27 | NA   | Livio Nabab                                   |
| 28 | PO   | Denis-Will Poha (wypożyczony z Stade Rennais) |
| 29 | NA   | Amine Talal                                   |
| 30 | BR   | Gauthier Gallon                               |
| 33 | NA   | Youssouf Traoré                               |
| 40 | BR   | Walter Percevaux                              |

## Piłkarze w historii klubu
- Dariusz Bayer
- Christian Bekamenga
- Marc Berdoll
- Ladislau Bölöni
- Patrice Garande
- Yann Lachuer
- Robby Langers
- Gérard Soler
- Guy Stéphan
- Cyril Théréau